# Wiktor Amadeusz z Hesji-Rotenburga
Wiktor Amadeusz z Hesji-Rotenburga (niem. Victor Amadeus von Hessen-Rotenburg, ur. 2 września 1779 na Zamku Rotenburg; zm. 12 listopada 1834 w Zębowicach) – ostatni książę Hesji-Rotenburga w latach 1812–1815 oraz pierwszy książę von Ratibor i książę von Corvey w latach 1821–1834.

## Życiorys

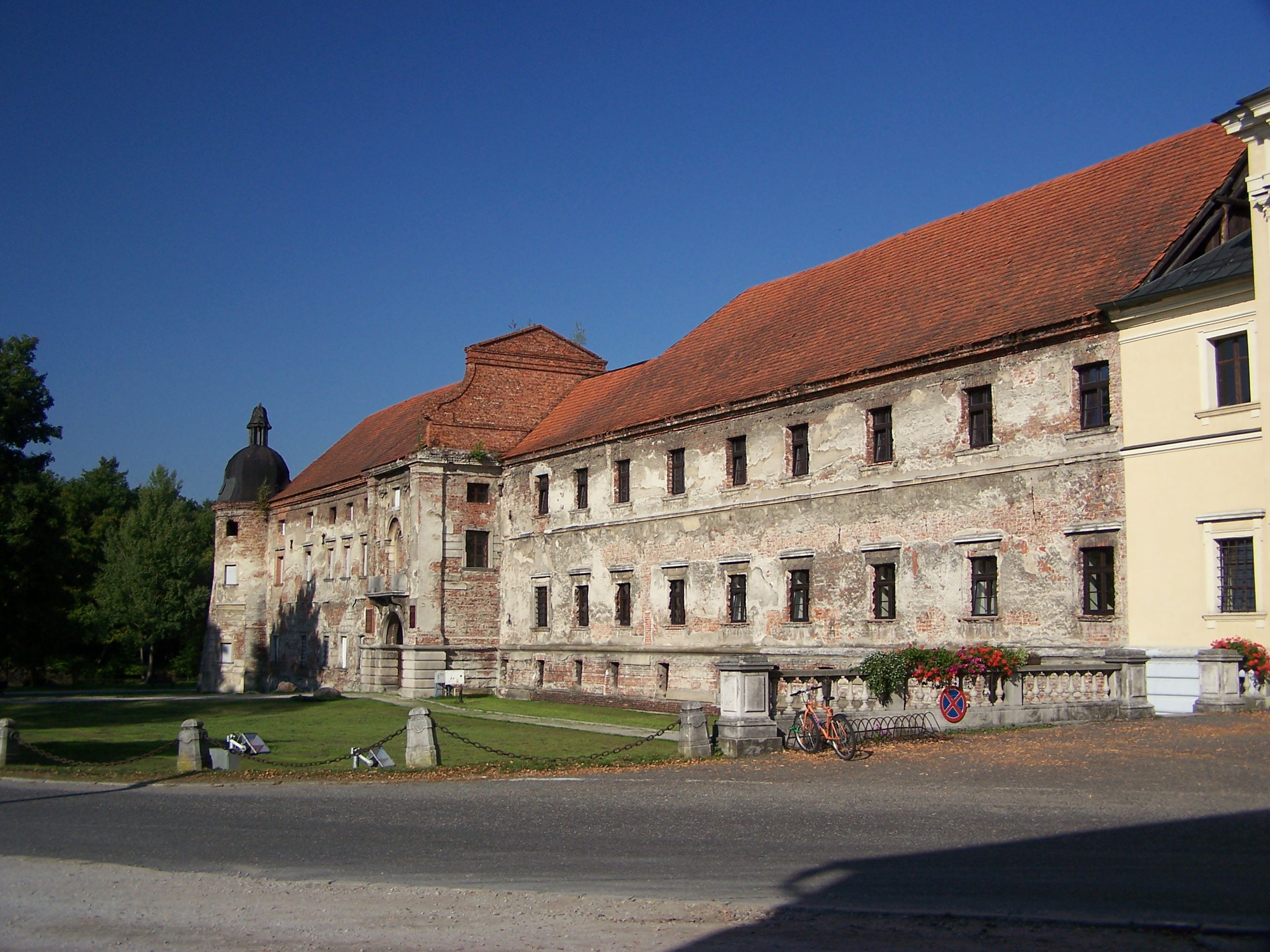
Siedziba rodowa w Rudach

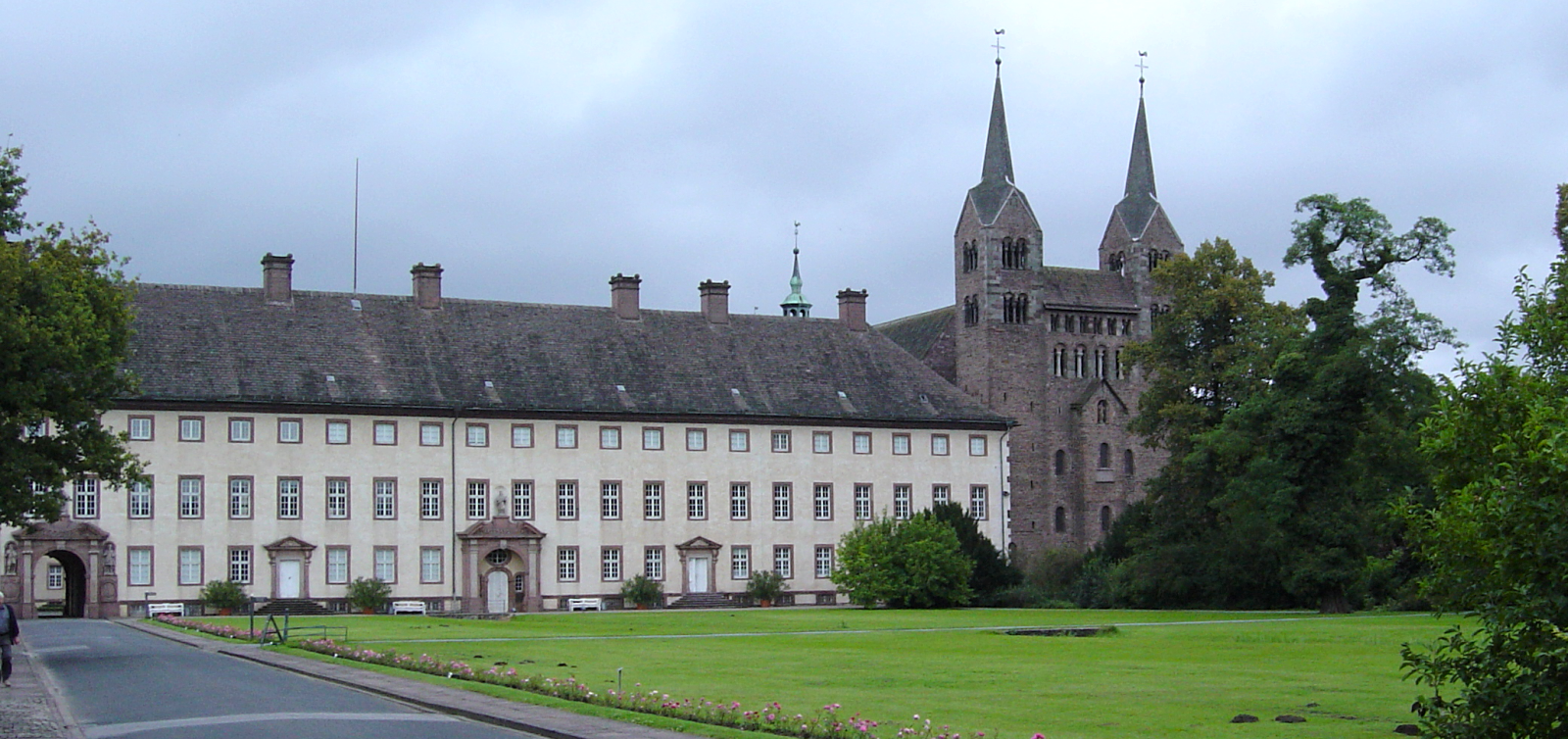
Siedziba rodowa w Corvey

Wiktor Amadeusz był synem landgrafa Karola Emanuela z Hesji-Rotenburga (1746–1812) i księżnej Leopoldyny (1754–1823), córki księcia Franciszka Józefa I Liechtensteina (1726–1781). Książę Wiktor objął rządy po ojcu w dobie wojen napoleońskich. W 1815 roku książę utracił część swoich ziem w Hesji na rzecz Prus. W ramach rekompensaty otrzymał dobra raciborskie i dawny benedyktyński klasztor w Corvey, w Westfalii. W 1821 roku na mocy dokumentu króla Fryderyka Wilhelma III, dobra raciborskie podniesiono do godności księstwa. Wiktor Amadeusz został księciem tytułującym się Herzog von Ratibor und Fürst von Corvey. Dobra książęce składały się z 65 wsi i 30 folwarków w powiatach: raciborskim, toszecko-gliwickim i rybnickim, z liczbą ludności przekraczającą 18 tysięcy.
Swoimi nowymi posiadłościami książę zarządzał rezydując w Rudach, w zamku rodowym Schloss Rotenburg w Rothenburgu nad Fuldą w Hesji oraz w Zębowicach. Po objęciu nowych majątków książę przeprowadził wiele reform. W 1820 powołał nową komorę w Raciborzu. Każdy folwark książęcy otrzymał swojego zarządcę. W dobrach księcia zajmowano się głównie rolnictwem. Działały także gorzelnie, tartaki, potażarnie i smolarnie. W 1830 Wiktor Amadeusz powiększył swoje dobra zakupując nowe majątki. Za 336 tys. talarów nabył dobra sośnicowickie. W 1832 roku kupił majątek Zębowice koło Dobrodzienia.

## Małżeństwa i rodzina
Był trzykrotnie żonaty. W 1799 roku poślubił Leopoldynę von Fürstenberg-Stühlingen, która zmarła 7 lat później. W 1812 książę Wiktor Amadeusz poślubił księżnę Elizę zu Hohenlohe Langenburg, która zmarła 1830 roku. Ostatnią żoną księcia była księżniczka Eleonora von Salm-Reifferscheidt-Krautheim, którą poślubił w 1831 roku. Z żadnego z tych małżeństw książę nie doczekał się potomstwa. Cały majątek zapisał siostrzeńcom swojej drugiej żony Elizy – braciom Wiktorowi Maurycemu i Klodwigowi Karolowi z rodziny Hohenlohe-Schillingsfürst.